# المكبن (العدين)

تعديل مصدري - تعديل

المكبن محلة تابعة لقرية حرض، التابعة لعزلة خباز بمديرية العدين إحدى مديريات محافظة إب في الجمهورية اليمنية.، بلغ تعداد سكانها 23 حسب تعداد اليمن لعام 2004.